# Agino Selo
Agino Selo är ett samhälle i Bosnien och Hercegovina.   Det ligger i entiteten Republika Srpska, i den centrala delen av landet, 120 kilometer nordväst om huvudstaden Sarajevo. Agino Selo ligger 495 meter över havet och antalet invånare är 489.
Terrängen runt Agino Selo är kuperad.Närmaste större samhälle är Mrkonjić Grad, 17,8 kilometer söder om Agino Selo. 
I omgivningarna runt Agino Selo växer i huvudsak lövfällande lövskog. Runt Agino Selo är det ganska tätbefolkat, med 67 invånare per kvadratkilometer.